# Platja de Portlligat
Platja de Portlligat är en strand i Spanien.   Den ligger i provinsen Província de Girona och regionen Katalonien, i den östra delen av landet, 600 km öster om huvudstaden Madrid.